# Roman Weyl
Roman Weyl (* 30. Juli 1921 in Mainz; † Januar 2011 in Berlin) war ein deutscher Szenenbildner bei Bühne, Fernsehen und Kinofilm sowie ein Plakatmaler.

## Leben und Wirken
Roman Weyl, geboren 1921 in Mainz als Sohn des Bühnenbildners und -technikers Hans Weyl, hatte 1937 eine Ausbildung zum Bühnen- und Theatermaler am Staatstheater Kassel begonnen. Anschließend studierte er von 1939 bis 1944 an der Staatlichen Kunsthochschule in Dresden bei Adolf Mahnke. Noch im Kriegsjahr 1944 gab er sein Debüt als Bühnenbildner am Theater Unter den Linden. Im selben Jahr hielt Weyl den Posten eines Ausstattungsleiter am Theater am Schiffbauerdamm. Unmittelbar nach Kriegsende 1945 nahm er seine Bühnenbildner-Tätigkeit an Berliner Bühnen wieder auf und war bis 1949 an den Spielstätten Tribüne, Renaissance-Theater, Komödie und Theater am Kurfürstendamm beschäftigt. Zu dieser Zeit gab Weyl auch einen lange folgenlos bleibenden Einstand als Filmarchitekt bei der DEFA.
1949 wechselte der Mainzer als Ausstattungsleiter für eine Spielzeit an die Leipziger Kammerspiele, bis 1951 war er, zum Teil gastweise, auch als Bühnenbildner an Spielstätten in Wiesbaden, Mainz, Halle und erneut Berlin (Komische Oper) tätig. Daran anschließend verpflichtete ihn erneut das Theater am Schiffbauerdamm, diesmal als Ausstattungsleiter, ehe er ab 1954 in selbiger Position für die Volksbühne aktiv wurde.
In diesen frühen Theaterjahren entwarf Weyl die Kulisse (Bühne) sowohl für moderne wie für klassische Theaterstücke.
Eine seiner ersten Bühnendekorationen lieferte er noch im 3. Reich, 1944, für eine Inszenierung von Calderóns „Über allen Zauber Liebe“ am Schiffbauerdamm-Theater. Später entwarf er die Szenerien unter anderem für Wilhelm Tell, Götz von Berlichingen, Fiesko, Der Diener zweier Herren, Anna Karenina, Hendrik Ibsens Die Stützen der Gesellschaft und Heiner Müllers 10 Tage, die die Welt erschütterten (Volksbühne Berlin, 1957).
Weyls Vielseitigkeit ließ ihn auch für Ballette („Romeo und Julia“ an der Staatsoper Dresden) und Operetten („Die große Welt“ an der Staatsoper Wiesbaden) geeignet erscheinen. Nebenbei kehrte er 1954 für einen Filmauftrag zur DEFA zurück.
Bis zu Beginn der 60er Jahre blieb Weyl Film und Fernsehen weitgehend fern. Infolge des Mauerbaus kehrte er Ostberlin den Rücken und war fortan für mehrere ARD-Sender, vor allem für den SFB aktiv, die Weyl auch mehrfach für die Ausstattung von Literaturadaptionen verpflichteten. 1976 entwarf er die Dekos für Kurt Hoffmanns letzte Inszenierung „Sonntagsgeschichten“. Weyl hat auch als Plakatmaler gearbeitet und das Signet des Friedensfilmpreises der Berlinale entworfen.
In einem Nachruf wurde Weyl, der auch für den Solidaritätsdienst International (Mitglied seit 1999) aktiv gewesen war, als „Humanist und Radikalpazifist“ gewürdigt. Hervorgehoben wurden vor allem seine Plakatentwürfe zu den Themen Fremdenfeindlichkeit / Rassismus, Landminen, Hochrüstung und Atomenergie.
Roman Weyl war viele Jahrzehnte lang mit der Schauspielerin Susanne Wisten verheiratet, der Tochter von Fritz Wisten, für dessen Volksbühnen-Inszenierungen Weyl einst die Kulissen entworfen hatte.
1959 wurde er mit dem Kunstpreis der DDR ausgezeichnet.
Zu seinen Schülern gehörten u. a. die Künstler Gerhard Arnold (* 1938 in Ludwigshafen/Rhein) und Hans-Eberhard Ernst (* 1933 in Berlin).

## Filmografie (Auswahl)
Fernsehen, wenn nicht anders angegeben
- 1947: Straßenbekanntschaft (Kino)
- 1954: Wer seine Frau lieb hat … (Kino)
- 1962: Affäre Blum
- 1963: Turandot
- 1964: Die reinsten Engel
- 1965: Adrian, der Tulpendieb
- 1968: Die Begnadigung
- 1969: Die Gartenlaube
- 1969: Flucht nach Ägypten
- 1971: Die Weber
- 1973: Wienerinnen
- 1974: Ein fröhliches Dasein
- 1974: Das Konzert
- 1975: Intermezzo für fünf Hände
- 1976: Sonntagsgeschichten
- 1977: Der Heiligenschein
- 1978: Der Schimmelreiter (Kino)
- 1978: Der Gehilfe
- 1983: Die goldenen Schuhe
- 1984: Mamas Geburtstag
- 1986: Die Fräulein von damals

## Theaterplakate (Auswahl)
- Der Talisman (Johann Nestroy; Volksbühne Berlin; ausgestellt 1958/1959 auf der Vierten Deutschen Kunstausstellung)[5]

- Nekrassow (Jean Paul Sartre; Volksbühne Berlin; ausgestellt 1958/1959 auf der Vierten Deutschen Kunstausstellung)[6]

- 10 Tage, die die Welt erschütterten (Heiner Müller; Volksbühne Berlin; ausgestellt 1958/1959 auf der Vierten Deutschen Kunstausstellung)[7]

- Der Teufelskreis (Hedda Zinner; Theater am Schiffbauerdamm; ausgestellt 1958/1959 auf der Vierten Deutschen Kunstausstellung)[8]